# Edward Wilczyński

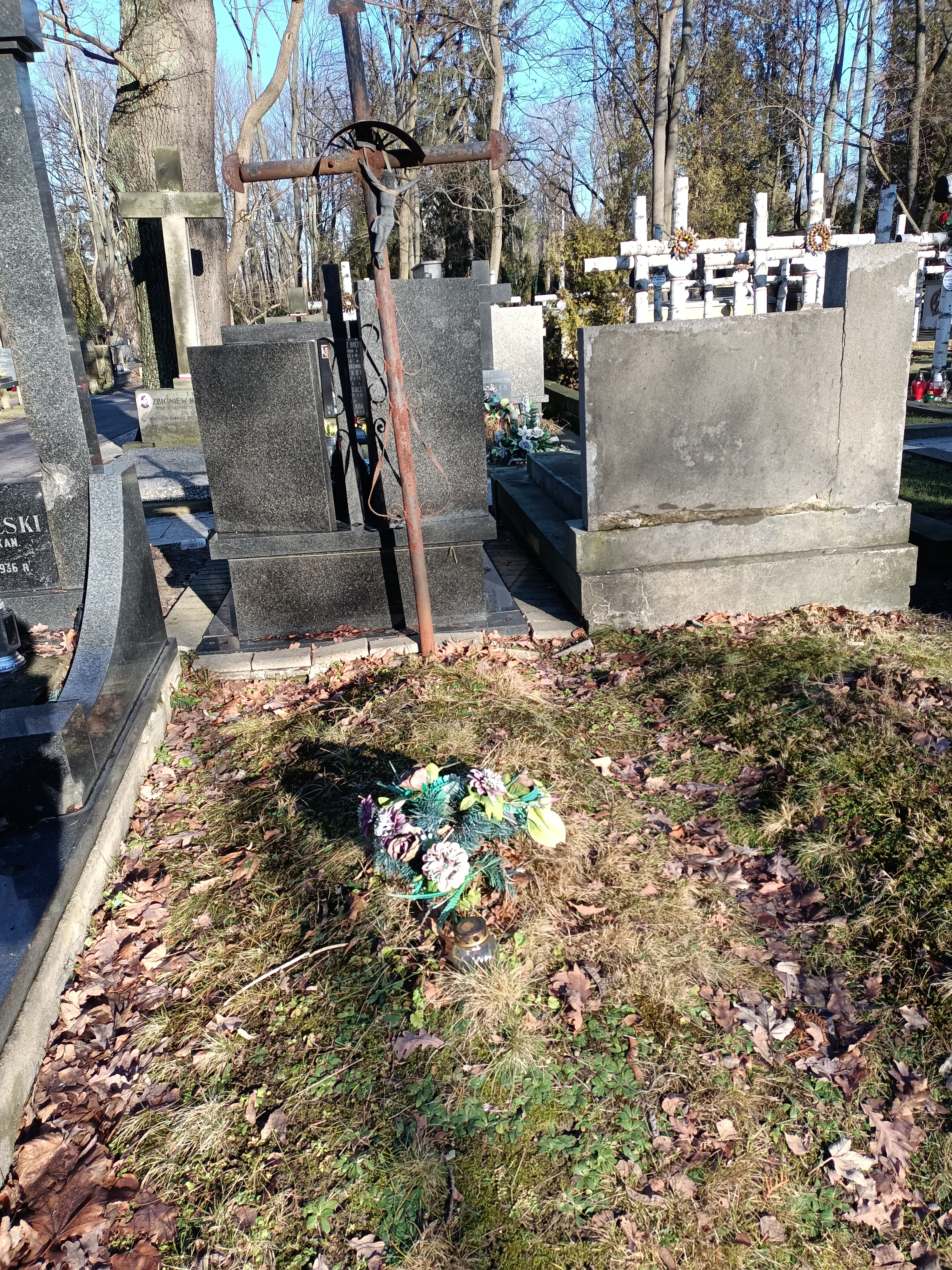
Grób Edwarda Wilczyńskiego na Cmentarzu Wojskowym na Powązkach

Edward Wilczyński, ps. „Waganiec” (ur. 13 lipca 1884 w Wagańcu, zm. 16 stycznia 1937) – tytularny podpułkownik kawalerii Wojska Polskiego, działacz niepodległościowy, kawaler Orderu Virtuti Militari, inżynier chemii, beliniak, starosta kolski.

## Życiorys
Urodził się 13 lipca 1884 w majątku Waganiec, w ówczesnym powiecie nieszawskim guberni warszawskiej, w rodzinie Maurycego, ziemianina, i Róży z Galewskich . W 1905 ukończył Szkołę Realną w Warszawie. W 1909 otrzymał dyplom inżyniera chemika na Politechnice w Darmstadt. W 1912 wstąpił do Związku Strzeleckiego .
W końcu sierpnia 1915 wyruszył z Baonem Warszawskim do I Brygady Legionów Polskich. Został wcielony do 1 Pułku Ułanów Legionów Polskich . Od 5 lutego do 31 marca 1917 był słuchaczem kawaleryjskiego kursu oficerskiego w Ostrołęce, który ukończył z wynikiem dobrym. W lipcu 1917, po kryzysie przysięgowym, został internowany w obozie w Szczypiornie. 16 grudnia 1917, po zwolnieniu z obozu, działał w Polskiej Organizacji Wojskowej .
W listopadzie 1918 tworzył szwadron dywizyjny przy Grupy Operacyjnej „Bug” gen. Jana Romera . 18 grudnia 1918 jako podoficer byłych Legionów Polskich został przyjęty do Wojska Polskiego z zatwierdzeniem stopnia podporucznika nadanego mu przez generała majora Edwarda Śmigłego-Rydza. Następnie został przeniesiony do 7 Pułku Ułanów Lubelskich . W jego szeregach walczył w wojnie z bolszewikami, a po zakończeniu wojny służył w nim jako oficer zawodowy. W 1923 pełnił obowiązki komendanta kadry szwadronu zapasowego, w następnym roku pełnił obowiązki dowódcy szwadronu zapasowego, a w czerwcu 1927 został wyznaczony na stanowisko kwatermistrza. 12 kwietnia 1927 został mianowany majorem ze starszeństwem z 1 stycznia 1927 i 16. lokatą w korpusie oficerów kawalerii. Z dniem 3 listopada tego roku został przeniesiony służbowo na trzy miesiące do Biura Ogólno Administracyjnego Ministerstwa Spraw Wojskowych w charakterze członka komisji przepisów służbowych o gospodarce materiałowej. W lipcu 1929 został przeniesiony do 2 Pułku Szwoleżerów Rokitniańskich w Starogardzie na stanowisko zastępcy dowódcy pułku. Z dniem 1 czerwca 1930 został zwolniony z zajmowanego stanowiska i skierowany na dwumiesięczny urlop, a z dniem 31 lipca tego roku został przeniesiony w stan spoczynku. 2 grudnia 1930 został mianowany z dniem 31 lipca 1930 podpułkownikiem wyłącznie z prawem do tytułu. W latach 1930–1933 był komendantem Korpusu Kadetów Nr 3 w Rawiczu, a następnie aż do śmierci starostą powiatowym w Kole. Od 1934 roku był przewodniczącym rady nadzorczej spółdzielni mleczarskiej w Kole.
Zmarł 16 stycznia 1937 . Pochowany 19 stycznia 1937 na Cmentarzu Wojskowym na Powązkach  (kwatera A20-8-29).

## Ordery i odznaczenia
- Krzyż Srebrny Orderu Wojskowego Virtuti Militari nr 5141 – 28 lutego 1922[16][17]
- Krzyż Niepodległości – 12 maja 1931 „za pracę w dziele odzyskania niepodległości”[18]
- Krzyż Walecznych dwukrotnie[19][20]
- Złoty Krzyż Zasługi[2]
- Srebrny Krzyż Zasługi – 16 marca 1928 „za zasługi na polu administracji wojska”[21]
- Odznaka Pamiątkowa Więźniów Ideowych[1]
- Krzyż Oficerski Orderu Korony Rumunii[20]
- łotewski Medal Pamiątkowy 1918-1928 – 6 sierpnia 1929[22]